# Томсон, Том
Том Томсон (англ. Thomas John Thomson, 5 августа 1877[…], Claremont, Онтарио — 8 июля 1917, Canoe Lake, Онтарио или Канада) — канадский художник, пейзажист. Часто рисовал пейзажи в провинциальном парке Алгонкин.
Погиб при загадочных обстоятельствах на озере Кану-Лейк в провинциальном парке Алгонкин. Связан с Группой семи, хотя формально не являлся членом, поскольку умер до её оформления.

## Биография

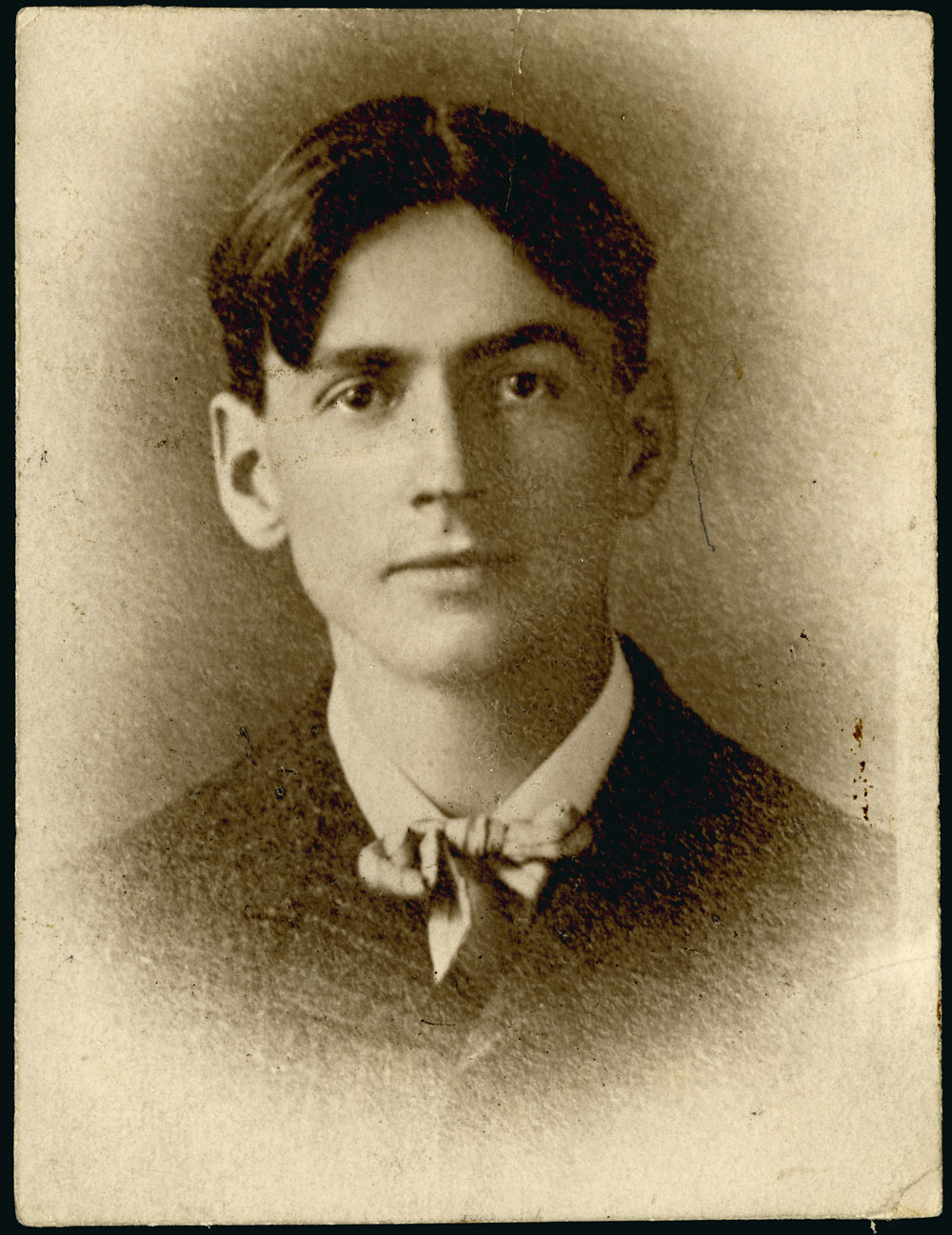
Портрет молодого Тома Томсона, ок. 1900 года

Том Томсон родился в шотландской семье, был шестым из десяти детей. Он вырос на ферме в Лейт близ Оуэн-Саунда. Он научился играть на разных инструментах, а также рисовать. Томсон также увлекался спортом, однажды сломав палец на ноге во время игры в футбол. Он был отличным пловцом и рыбаком, унаследовав страсть к рыболовству от деда и отца. Позже поступил в Канадский бизнес-колледж в Чатем-Кенте (его имя есть в списке слушателей 1902 года) и посещал бизнес-колледж Acme в Сиэтле, которым управлял его старший брат Джордж и его друг, Ф. Л. Макларен (в 1903 году). В Сиэтле Томсон устроился гравером на фирму прикладного искусства; это была его первая работа. Он хотел навсегда поселиться в Сиэтле, но вскоре планы жениться на писательнице Элис Элинор Ламберт заставили его передумать и вернуться в Канаду; он решил стать художником. В 1906 году он записался на вечерние художественные курсы в Центральной школе искусств и дизайна в Торонто. В 1909 году он присоединился к компании прикладных искусств Grip Limited, а в 1912 году перешёл в Rous and Mann Press Limited. Он уже создал свои первые эскизы, нарисованные в лесу в провинциальном парке Алгонкин, который он посетил годом ранее. В Rous and Mann, а затем в Клубе искусств и литературы в Торонто Томсон познакомился с членами будущей Группы семи. В Доме студии он работал в художественной мастерской вместе с А. Я. Джексоном и Франклином Кармайклом.
Художественные концепции Томсона оказали серьёзное влияние на творчество живописцев Группы семи. Сам Томсон не смог стать членом этой группы. Он утонул летом, 8 июля 1917 года, плавая в лодке на озере Кану-Лейк. Хотя его смерть дала повод для многих предположений о том, как он умер при загадочных обстоятельствах (предположения о самоубийстве, убийстве), ни одна из этих догадок не нашла подтверждения. После него осталось около 50 полотен и свыше 300 эскизов. Преждевременная смерть сделала его символом канадской живописи, уникальный стиль которой только начинал формироваться.

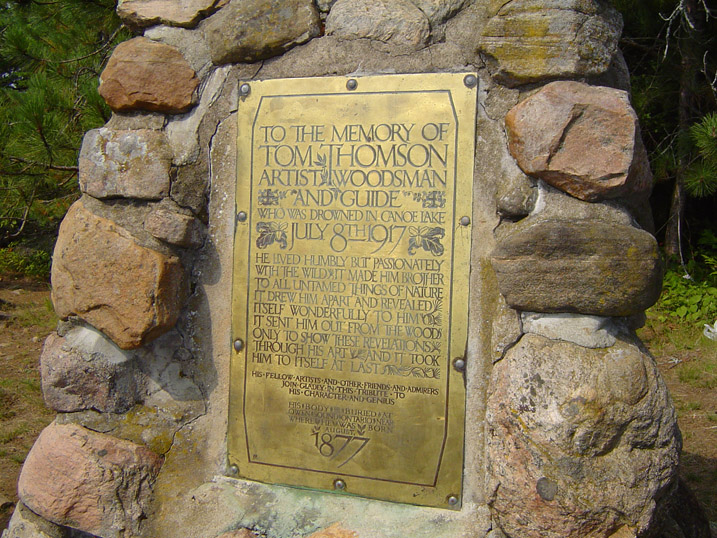
Мемориальная пирамида Томсона, Кану-Лейк, парк Алгонкин

В сентябре 1917 года Дж. Э. Х. Макдональд и Джон Уильям Битти воздвигли мемориальную пирамиду из камней в Хейхерст-Пойнт на озере Кану в честь Томсона, где тот умер.

## Творчество

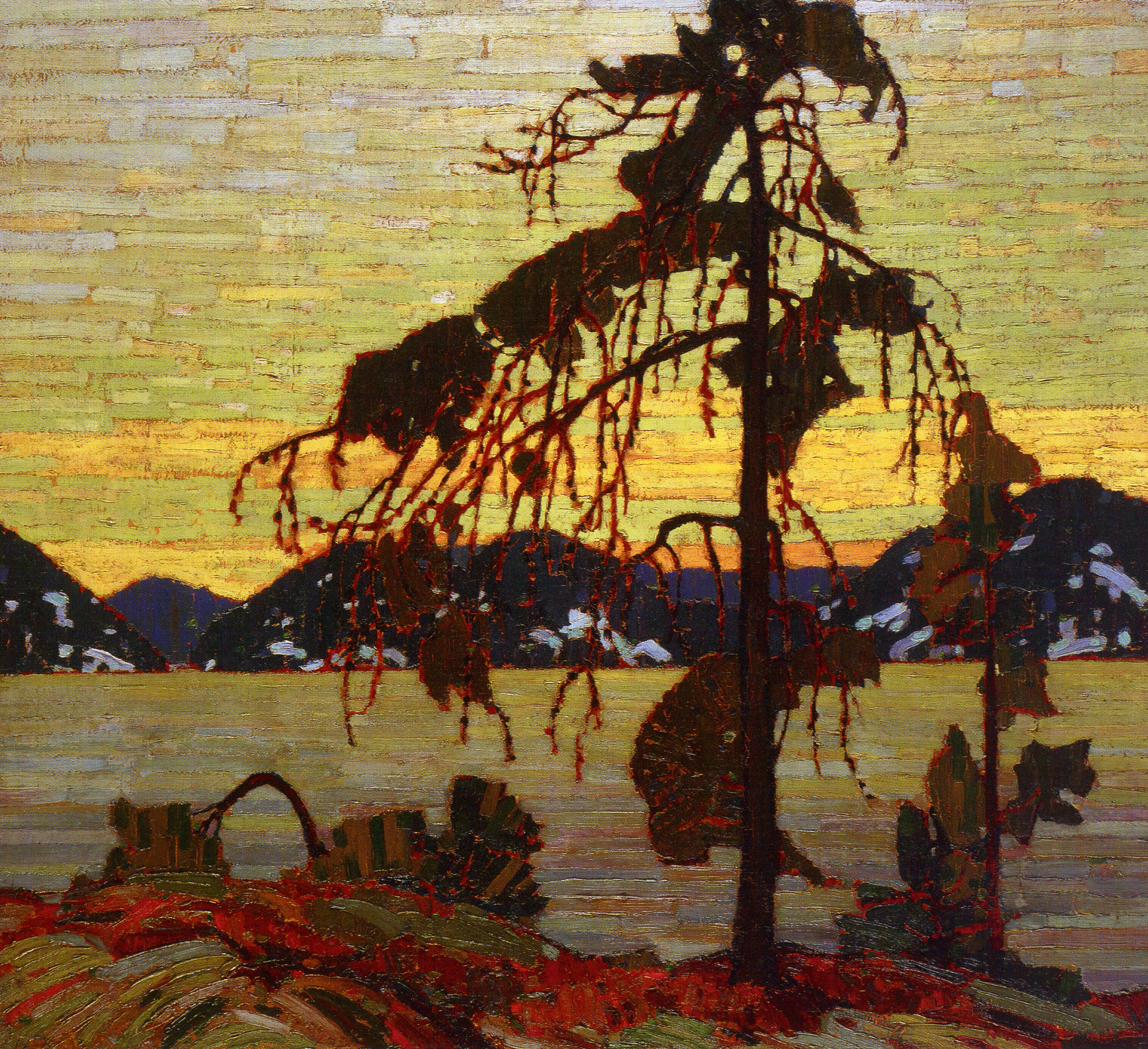
Важная работа художника, Сосна Банкса, 1916, Национальная галерея Канады

Томсон начал рисовать в 1911 году, а в 1913 году (при поддержке доктора Джеймса Маккаллума) стал профессиональным художником. В 1911 году он впервые посетил провинциальный парк Алгонкин. Он работал там, рисуя преимущественно эскизы весной или летом, тогда как зимой, в Торонто, рисовал картины по летним эскизам.
В конец 1915 года его пейзажная живопись стала больше опираться на его образное воображение. Художник часто искал какие-либо природные мотивы, отвечавшие уже существующим его представлениям, либо писал пейзажи по памяти в своей мастерской в Торонто. Примером его опыта в этом контексте является картина Сосна Банкса (Jack Pine) 1916—1917 годов, на которой изображено дерево с стилизованными ветвями на фоне выразительных плоских поверхностей с характерными цветами. Многие эскизы и нарисованные следом законченные картины Томсона хранятся в Национальной галереи Канады (River Mouth: Sketch for Spring Ice, 1915; Spring Ice, Winter 1915—1916) .
Пейзажная живопись Тома Томсона дала выразительный образ северного Онтарио. Его искусство отражало типично канадские мотивы, что способствовало развитию канадского национального самосознания.

## Галерея

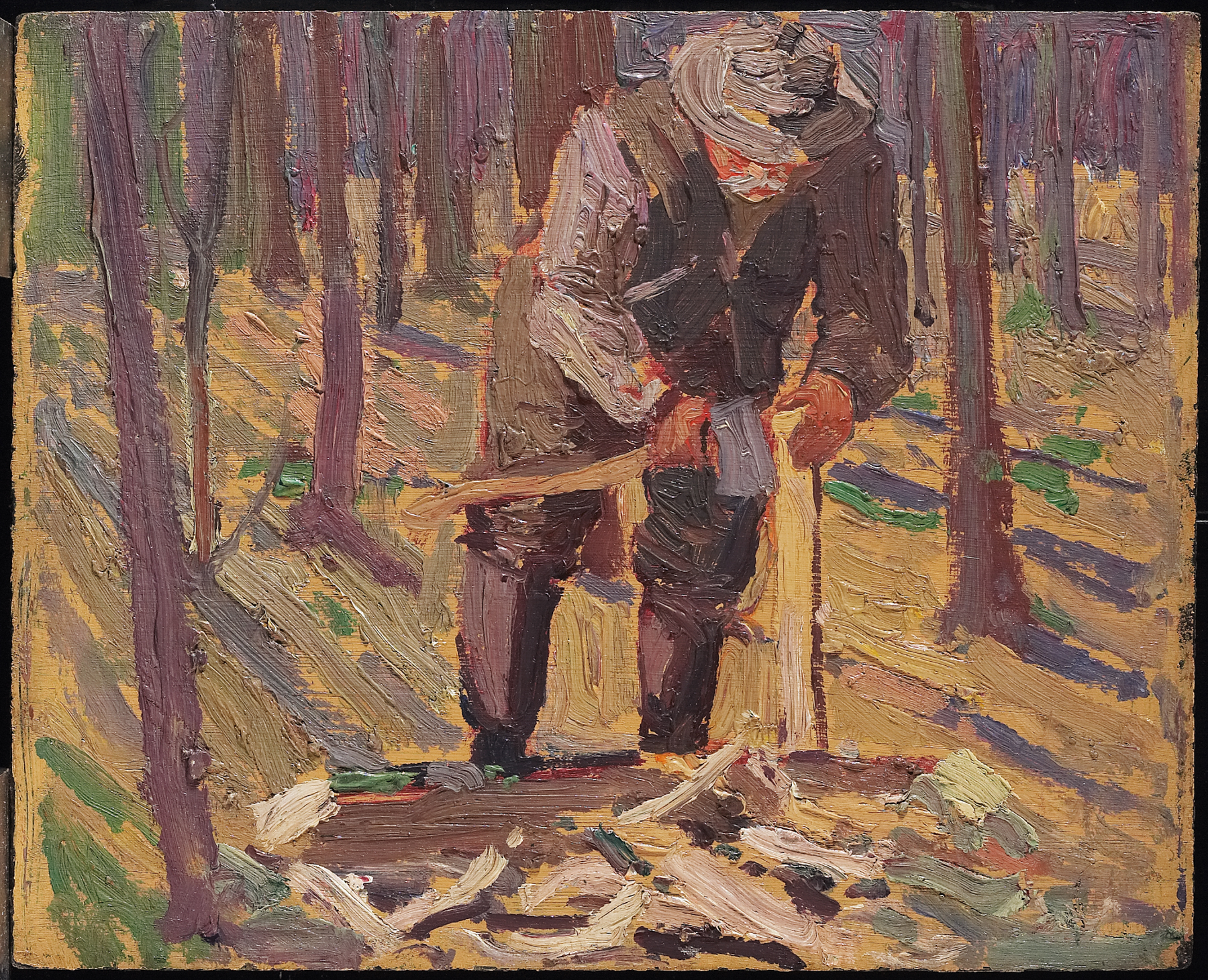
Человек с топором (Лоури Диксон) колет дрова, Осень 1915. Эскиз. Художественная галерея Онтарио, Торонто
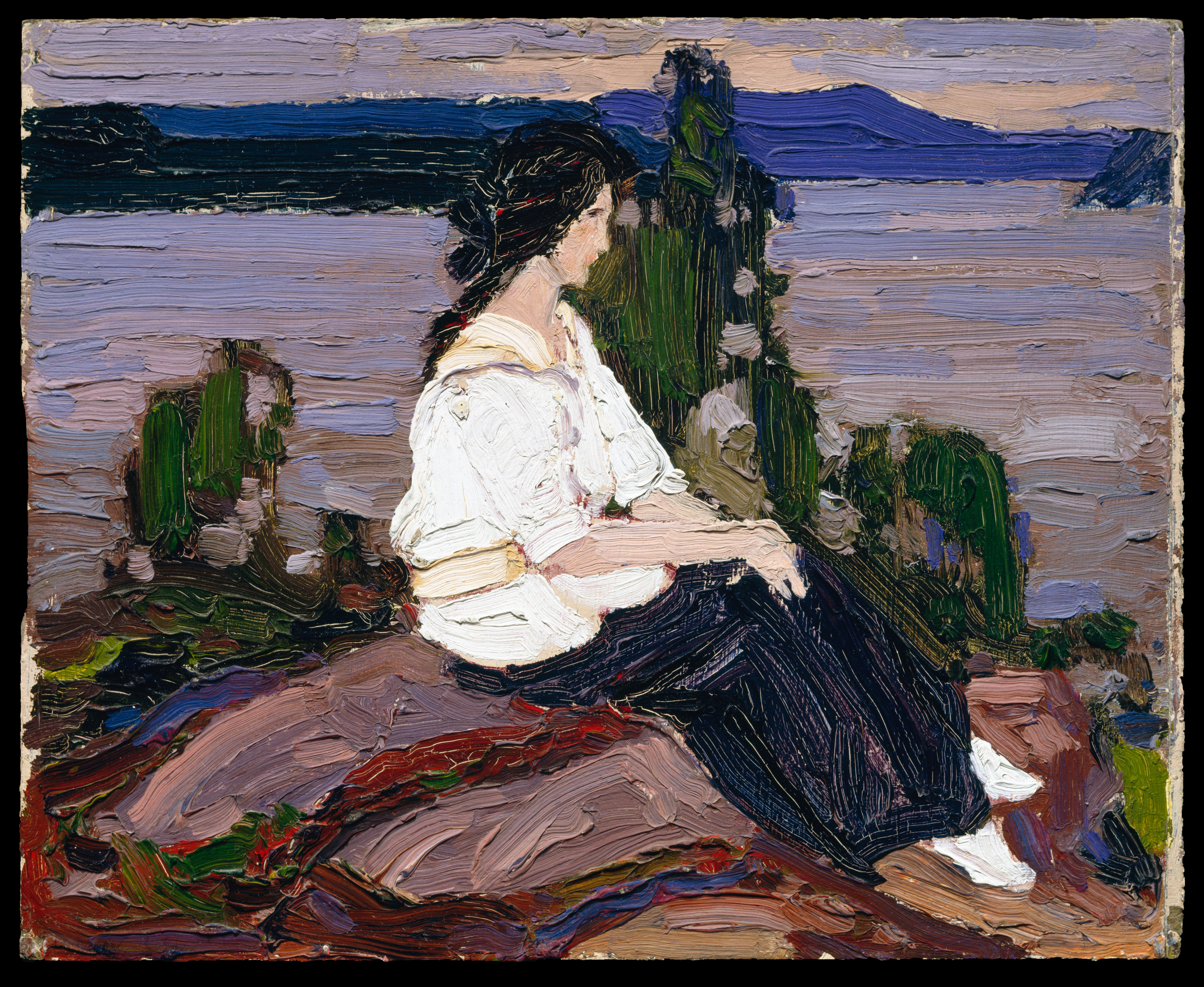
Фигура дамы, Лаура, Осень 1915. Эскиз. Коллекция канадского искусства МакМайкла, Кляйнбург
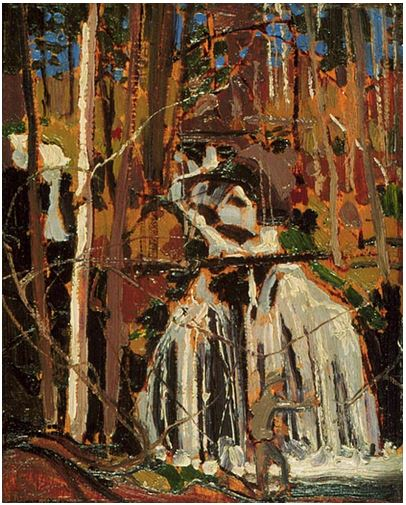
Озеро Литл-Кошон, Весна 1916. Эскиз. Национальная галерея Канады, Оттава
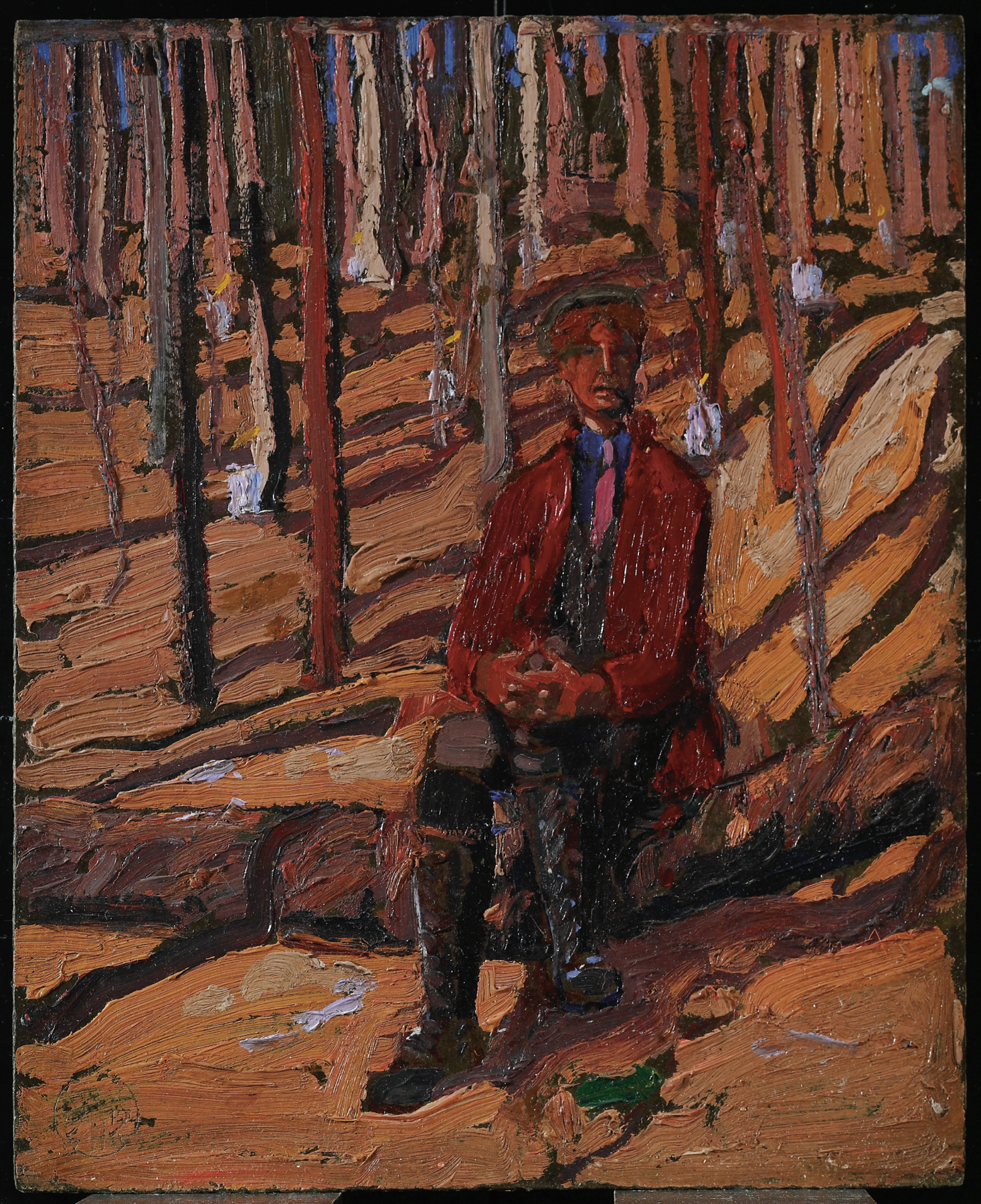
В лесу Шуга (Шеннон Фрейзер), Весна 1916. Эскиз. Художественная галерея Онтарио, Торонто
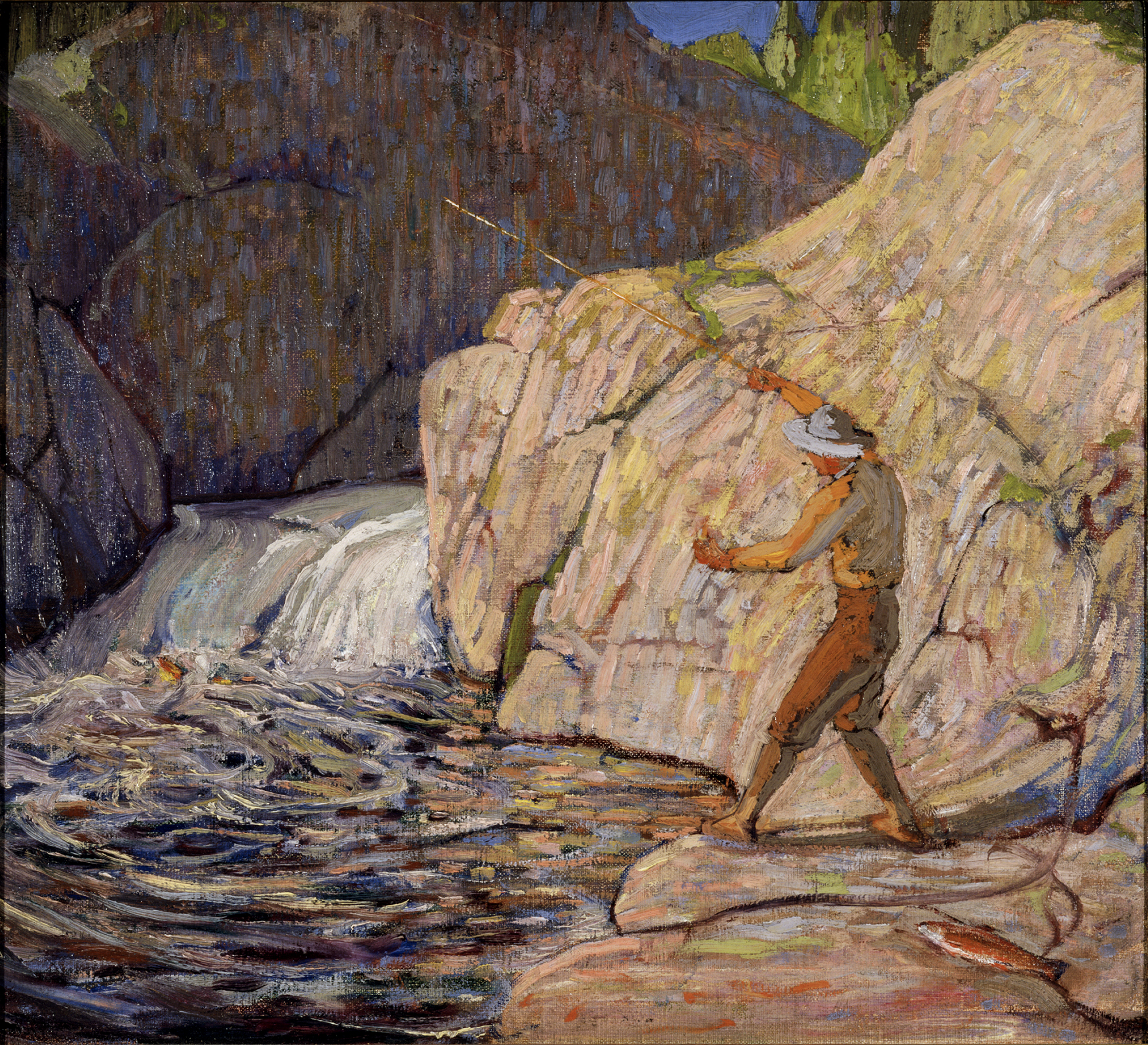
Рыбак, Зима 1916–17. 51.3 x 56.5 см. Художественная галерея Альберты, Эдмонтон